# Jamnica
Jamnica ist eine kroatische Mineralwassermarke und ein Hersteller von Fruchtgetränken. Jamnica gehört zum kroatischen Nahrungsmittelkonzern Fortenova – ehemals Agrokor. Das Mineralwasser Jamnica wird auch als Jamnicka kiselica (dt. in etwa Erfrischungswasser von Jamnica) bezeichnet.

## Jamnica d.o.o.
Infolge verschiedener Käufe wurde das Unternehmen im Jahr 1961 Teil des Agrokombinat-Konzerns in Zagreb. Im August 1978 wurde ein neues Werk in Jamnicka Kiselica eröffnet, das die Produktionskapazität auf 50 Millionen Liter abgefülltes Wasser erhöhte. Der Krieg in Jugoslawien Anfang der 90er Jahre erreichte auch das Gebiet Prigorje, wo sich das Unternehmen Jamnica befindet. Das Werk wurde im Oktober 1991 schwer beschädigt und die Produktion konnte erst zwei Jahre später wieder aufgenommen werden. Das Unternehmen wuchs schnell und 1995 entstanden neue Flaschenaufkleber und das neue Firmenlogo. 2000 begann die Produktion der Fruchtgetränke Juicy sowie des stillen Wassers Jana. Heute füllt Jamnica jährlich 400 Mio. Liter Mineralwasser und nicht alkoholische Getränke ab.

## Mineralwasser

### Quelle
Das nach dem Ursprungsort benannte Wasser entspringt in der Region Prigorje in Mittelkroatien. 1772 ordnete Kaiserin Maria Theresia einige Analysen an der bereits jahrhundertelang genutzten Quelle von Jamnica an. Das Wasser (Jamnicka kiselica) wurde als so rein befunden, dass es in das Mineralwasserregister des österreichischen Hofes aufgenommen wurde. Die erste Flasche Jamnica-Wasser wurde am 18. Oktober 1828 abgefüllt. Seit damals ist das Wasser auf dem kroatischen und slowenischen Markt präsent. Im Laufe der Zeit wurden unterschiedliche Quellen gebohrt, um das Mineralwasser zu gewinnen, darunter im Jahr 1973 die Quelle Janino vrelo (dt. Quelle von Jana), aus welcher das Mineralwasser heute abgefüllt wird.

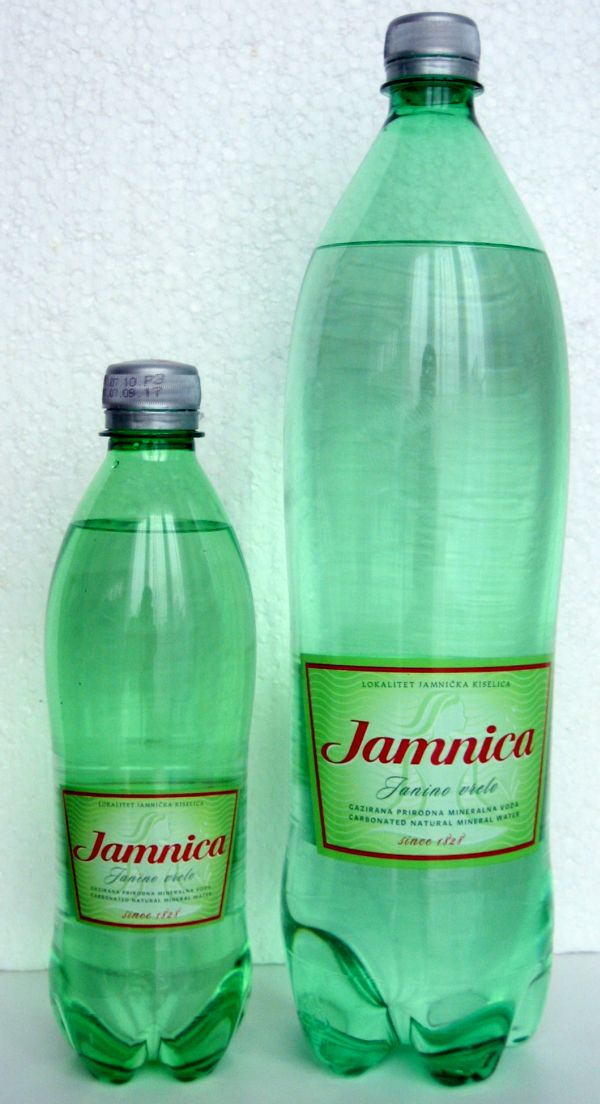
Jamnica 0,5 und 1,5 Liter PET-Flasche

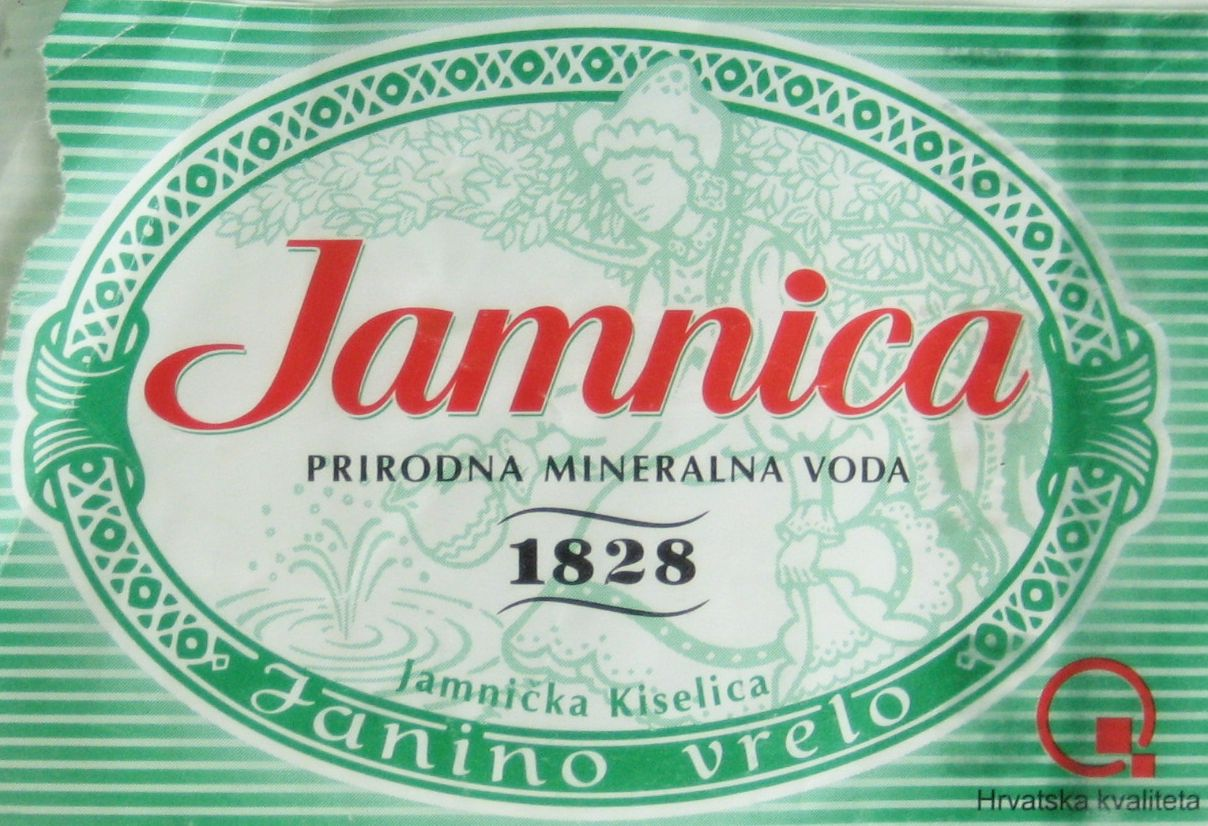
Altes Flaschenetikett

### Besonderes
Das Wasser gilt, unter anderem wegen des hohen Natriumgehalts, als besonders aromatisch und gewann 2003 an der AquaExpo in Paris den sogenannten EAU-SCAR für das beste Mineralwasser. 2015 gewann es an der Mineral Water Challenge in Portugal, im Wettbewerb mit 175 Konkurrenten aus elf Ländern, die Goldmedaille für das beste kohlensäurehaltige Mineralwasser in Europa.

### Mineralisation
Mineralisation gemäß Flaschenaufdruck: Analyse vom 15. Oktober 2018 der medizinischen Fakultät der Universität Zagreb.

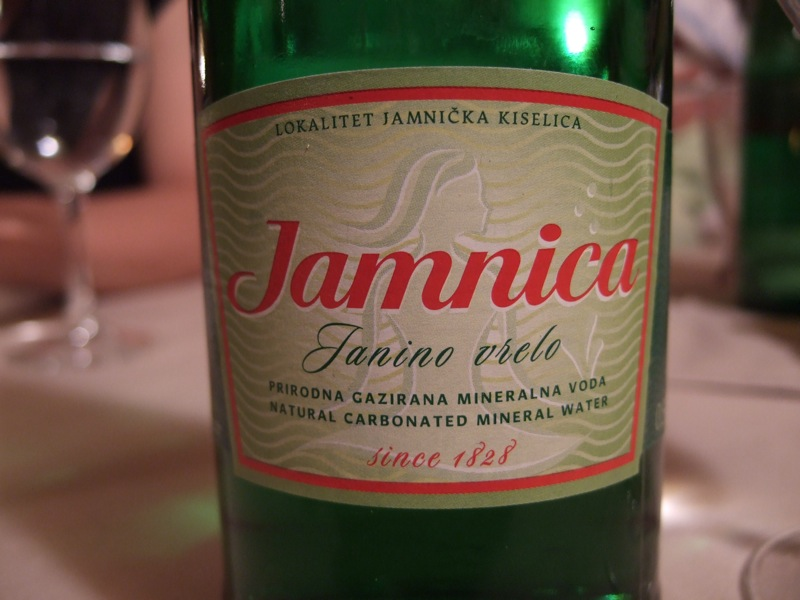
Jamnica-Glasflasche

| Jamnica                  | Jamnica              |
| Inhaltsstoff             | Milligramm pro Liter |
| Kationen                 | Kationen             |
| ------------------------ | -------------------- |
| Kalzium (Ca2+)           | 114,00               |
| Kalium (K+)              | 27,10                |
| Magnesium (Mg2+)         | 43,00                |
| Natrium (Na+)            | 805,00               |
| Anionen                  |                      |
| Chlorid (CI−)            | 262,00               |
| Sulfat (SO42−)           | 116,10               |
| Hydrogencarbonat (HCO3−) | 2246,00              |
| Fluorid (F−)             | 0,90                 |

### Jana
Aus der 800 m tiefen Quelle Sveta Jana (dt. Heilige Jana) stammt Jana, eine weitere Mineralwassermarke des Unternehmens Jamnica. Jana wird als natürliches, stilles Wasser verkauft und ist auch in zahlreichen Fruchtgeschmacksvariationen erhältlich.